# Новоєгорівка (Лозівський район)
Новоєго́рівка — село в Україні, у Лозівському районі Харківської області. Входить до складу Біляївської селищної громади.
За переписом 2001 року, населення становило 22 особи. З 2010—2011 років у селі Новоєгорівка не проживає жоден мешканець. Має «народну» назву Куберла. Під цією назвою навіть позначене на деяких воєнних мапах часів Другої Світової війни.

## Географія
Село Новоєгорівка знаходиться в верхів'ях балки Плисова по якій протікає пересихаюча річечка Плисова, нижче за течією на відстані 1 км розташоване село Плисове. На відстані 2 км розташоване село Тимченки.

## Історія
- 1853 рік — дата заснування.
- Під час Голодомору 1932—1933 років вимерли практично всі мешканці Новоєгорівки. Натомість у домівки вбитих голодом українців совєцька влада переселила росіян. Відтак, населення Новоєгорівки після 1930-х років було переважно російським.
- 12 червня 2020 року, відповідно до Розпорядження Кабінету Міністрів України  № 725-р «Про визначення адміністративних центрів та затвердження територій територіальних громад Харківської області», увійшло до складу Біляївської селищної громади[1].
- 19 липня 2020 року, в результаті адміністративно - територіальної реформи та ліквідації Первомайського району, село увійшло до складу Лозівського району Харківської області[2].

## Об'єкти соціальної сфери
- Школа.